# Comuna Karaciivți, Vinkivți
Karaciivți (în ucraineană Карачіївці) este o comună în raionul Vinkivți, regiunea Hmelnîțkîi, Ucraina, formată din satele Bîstrîțea, Kaliusîk, Karaciivți (reședința) și Maidan-Karacievețkîi.

## Demografie
Componența lingvistică a comunei Karaciivți
     Ucraineană (98,77%)
     Alte limbi (1,1%)
Conform recensământului din 2001, majoritatea populației comunei Karaciivți era vorbitoare de ucraineană (98,77%), existând în minoritate și vorbitori de alte limbi.